# Commatarcha quaestrix
Commatarcha quaestrix is een vlinder uit de familie van de Carposinidae. De wetenschappelijke naam van de soort is voor het eerst geldig gepubliceerd in 1935 door Meyrick.